# 雷斯蒂圖申角
54°4′S 37°9′W / 54.067°S 37.150°W
雷斯蒂圖申角（英語：Restitution Point）是南極洲的海岬，位於南喬治亞群島，處於工廠角東南面少於20海里的奧拉夫王子港，該海岬由英國海外領土管轄。